# Provenzano Dj Show
Provenzano Dj Show era un programma musicale in onda su m2o Radio.

## Storia
Il programma nasce nel 2008 a seguito dell'evoluzione musicale del programma Out of Mind Live. Con una playlist ideata e mixata da Provenzano Dj, lo show è stato condotto inizialmente da Gaia Bolognesi, Davide Borri e Lizzy B ed è andato in onda dal lunedì al venerdì dalle 16:00 alle 18:00.
Dal 2010 il programma viene rimodulato: alla conduzione subentra Manuela Doriani, vengono introdotti gli interventi parlati di Provenzano Dj e viene cambiata la fascia oraria che diventa dal lunedì al venerdì dalle 16:00 alle 17:00 (perdendo quindi un'ora).

## Provenzano Dj Show Deluxe
Il Provenzano Dj Show Deluxe è una versione speciale del Provenzano Dj Show, pensata per il pubblico del weekend. Il programma, in onda su m2o Radio, inizialmente veniva proposto ogni venerdì dalle 22:00 alle 23:00. Dal 2011 viene mandato in onda ogni venerdì (con il dj set di Provenzano DJ) e domenica (con la presenza di una special guest).